# Rineloricaria aequalicuspis
Rineloricaria aequalicuspis är en fiskart som beskrevs av Roberto Esser dos Reis och Cardoso 2001. Rineloricaria aequalicuspis ingår i släktet Rineloricaria och familjen Loricariidae. Inga underarter finns listade i Catalogue of Life.